# Terpna molleri
Terpna molleri är en fjärilsart som beskrevs av W. Warren 1893. Terpna molleri ingår i släktet Terpna och familjen mätare. Inga underarter finns listade i Catalogue of Life.